# Tournoi de tennis de Miami
Le tournoi de Miami (Floride, États-Unis) est un tournoi professionnel de tennis masculin du circuit ATP et féminin du circuit WTA. Il est classé dans la catégorie des Masters 1000 chez les messieurs et des tournois WTA 1000 chez les dames.
Créé en 1985 par Butch Buchholz, il y avait alors 56 ans qu'un tournoi de cette ampleur n'avait plus été nouvellement créé. La première édition s'est tenue au Laver's International Tennis Center à Delray Beach. L'année suivante, il est organisé à Boca Raton (Boca West) avant de s'installer sur la très chic île de Key Biscayne. En 1994, il déménage au Tennis Center at Crandon Park. Depuis 2019 il est organisé sur un tout nouveau lieu : le Hard Rock Stadium. Le tournoi est la propriété du groupe de marketing sportif IMG depuis 1999. Salué pour sa bonne organisation, il a été élu par les joueurs au titre de tournoi de l'année à 6 reprises entre 1998 et 2008.
Le tournoi de Miami se joue chaque année au mois de mars, sur ciment et en extérieur. Impliquant 96 compétiteurs en simple et 32 équipes de double, la compétition dure une douzaine de jours. Richement doté, il constitue un des plus importants tournois du calendrier après les épreuves du Grand Chelem et le Masters.
En 1985 et 1986 (les deux premières années), le tableau masculin est composé de 128 joueurs, et les matchs se jouent en trois sets gagnants à partir des quarts de finale. Lors des trois premières années de son établissement à Key Biscayne de 1987 à 1989, le tableau masculin comprend 128 joueurs et tous les matchs se jouent en trois sets gagnants, comme dans les tournois du Grand Chelem.
Un tournoi masculin, organisé par le circuit World Championship Tennis de 1970 à 1974 et par le Grand Prix tennis circuit de 1977 à 1978 a également eu lieu à Miami. Il était disputé sur surface dure en extérieur de 1970 à 1974, sur terre battue en 1977 et sur synthétique en salle en 1978.

## Histoire

### Faits marquants
- 1987 : Miloslav Mečíř remporte le titre. Il bénéficie de l'abandon de Yannick Noah au deuxième set de la demi-finale. Le no 5 mondial Henri Leconte est absent.
- 1988 : Mats Wilander remporte le titre en l'absence du no 1 mondial Ivan Lendl et des no 3 Stefan Edberg et no 4 Boris Becker.
- 1989 : Thomas Muster est percuté la nuit avant la finale par un automobiliste saoul, ce qui le contraint à déclarer forfait. Ivan Lendl s'adjuge donc le titre en 6 matchs et en l'absence des no 3 et 5 mondiaux Edberg et Becker. Muster remportera le titre (son dernier) 8 ans plus tard.
- 1996 : Goran Ivanišević abandonne dès le début de la finale à cause d'un torticolis.
- 2004 : Guillermo Coria abandonne en finale au début du 4e set à cause d'un mal de dos qui s’avère plus tard être un calcul rénal.
- 2004 : Rafael Nadal, alors âgé de 17 ans, rencontre pour la première fois et surprend le no 1 mondial Roger Federer. Il s'impose 6-3, 6-3.
- 2005 : Roger Federer prend sa revanche sur Nadal en finale au terme d'une remontée de 2 sets à rien (2-6, 64-7, 7-65, 6-3, 6-1).
- 2014 : Un forfait dans chaque demi-finale envoie directement en finale sans jouer Rafael Nadal et Novak Djokovic.
- 2020 : Pour la première fois de son histoire, le tournoi doit être reporté puis finalement annulé à cause de la pandémie de Covid-19[3],[4].

### Avant 1990
L'idée de créer un tournoi à Miami émerge dans les années 1960 et se concrétise dans les années 1980 avec l'arrivée de Butch Buchholz à la tête de l'ATP, l'association des joueurs de tennis professionnels. La volonté de Buchholz est de faire de ce nouveau tournoi le premier grand rendez-vous tennistique de l'année à l'époque où l'Open d'Australie est joué à la fin de la saison en décembre. C'est pour parvenir à cet objectif qu'il signe un partenariat avec la société Lipton qui devient le premier sponsor de la compétition. Ce que l'on surnomme alors le Wimbledon hivernal voit sa première édition se dérouler en février 1985. Dès sa fondation, le tournoi de Miami est inscrit sur le circuit ATP mais aussi WTA (le circuit féminin de tennis). Il fait partie du Grand Prix Championship Series, une catégorie de neuf tournois dont l'importance se situe juste après celle des Grands chelems.
La première édition du Lipton International Players Championships qui se tient à Delray Beach accueille 84 des 100 premiers joueurs mondiaux. Au total, le tableau masculin compte 128 joueurs et les matchs se jouent en 3 sets gagnants à partir des quarts de finale. Tim Mayotte est le premier vainqueur du tournoi de Miami dont la dotation de 1,8 million de dollar est la plus élevée sur le circuit après Wimbledon et l'US Open. En 1986, le tournoi déménage à Boca West et est remporté par Ivan Lendl chez les hommes. En 1987, le tournoi change de nouveau de lieu d'implantation pour s'installer définitivement à Key Biscayne. C'est aussi à partir de 1987 et jusqu'en 1989 que le tournoi de Miami se joue au meilleur des cinq manches lors des 7 tours que compte la compétition. Le format est alors similaire à celui des quatre tournois du Grand Chelem de l'année avec un tie-break dans la 5e manche comme à l'US Open. Durant ces 3 années, plusieurs top 10 n'étaient pas présents, tout comme à l'Open d'Australie qui pour comparaison ne comporte que 96 joueurs dans son tableau de 1987. L'édition 1989 du tournoi est marquée par le deuxième succès d'Ivan Lendl à la suite du forfait de Thomas Muster percuté par un automobiliste saoul la veille de la finale.

### Depuis 1990

#### Domination américaine
En 1990, la création des tournois Championship Series, l'ancêtre des Masters 1000 actuels, entraîne une modification du format du tournoi de Miami. Ce dernier passe à un tableau de 96 joueurs et seule la finale se joue en trois sets gagnants. Pour sa première édition sous sa nouvelle formule, le Masters de Miami voit la victoire du jeune Andre Agassi. C'est aussi en 1990 qu'est prise la décision de construire le court central actuel. En 1991, la finale passe à un format en deux sets gagnants et l'édition est remportée par l'américain Jim Courier. Quelques mois plus tard, la Floride est frappé par l'ouragan Andrew ce qui entraîne un arrêt de la construction du court central qui ne reprend qu'en décembre. Son ouverture prévue pour l'édition 1993 est reportée d'un an. Le tournoi change aussi de nom et devient le Lipton Championships à partir de 1993. Cette année, c'est un nouvel Américain, Michael Chang, qui s'impose. Un nouveau changement intervient en 1995 avec le rétablissement de la finale au meilleur des trois manches. C'est Andre Agassi qui s'impose lors de cette édition pour la deuxième fois de sa carrière. Il récidive l'année suivante en profitant de l'abandon dès le troisième jeu de la finale du croate Goran Ivanišević victime d'un torticolis. L'année 1997 voit le triomphe de Thomas Muster qui est le premier non Américain à s'imposer à Miami depuis 1990. L'Autrichien remporte là le dernier titre de sa carrière 8 ans après son forfait en finale. Après les victoires de Marcelo Ríos en 1998 et Richard Krajicek en 1999, il faut attendre l'édition de l'an 2000 pour voir le retour d'un Américain parmi les vainqueurs avec le troisième et dernier titre de Pete Sampras. C'est aussi cette année-là qu'Ericsson devient le partenaire principal du tournoi en remplacement de Lipton. Le tournoi est donc renommé Ericsson Open.
Après le dernier succès de Pete Sampras, c'est son éternel rival Andre Agassi qui s'impose à trois reprises en 2001, 2002 et 2003, ce qui constitue encore aujourd'hui le record de titres consécutifs dans le tournoi. Au total, Agassi a remporté six fois le Masters de Miami. Ce fut le record de titre pour un Masters 1000 jusqu'en 2011 avec le septième succès de suite de Rafael Nadal au Masters de Monte-Carlo. En 2002, le tournoi de Miami change de nouveau d'appellation et prend le nom de NASDAQ-100 Open'. Enfin, l'édition 2004 du tournoi voit le succès d'Andy Roddick alors récent vainqueur de l'US Open 2003. L'Américain bénéficie de l'abandon pour des douleurs dorsales de son adversaire Guillermo Coria dans le premier jeu du 4e set. C'est aussi en 2004 qu'intervient la première opposition entre Rafael Nadal et le numéro 1 mondial de l'époque Roger Federer. Ce duel remporté par Rafael Nadal est le premier d'une longue série de confrontations et d'une des rivalités les plus célèbres de l'histoire du tennis.

#### Big Four

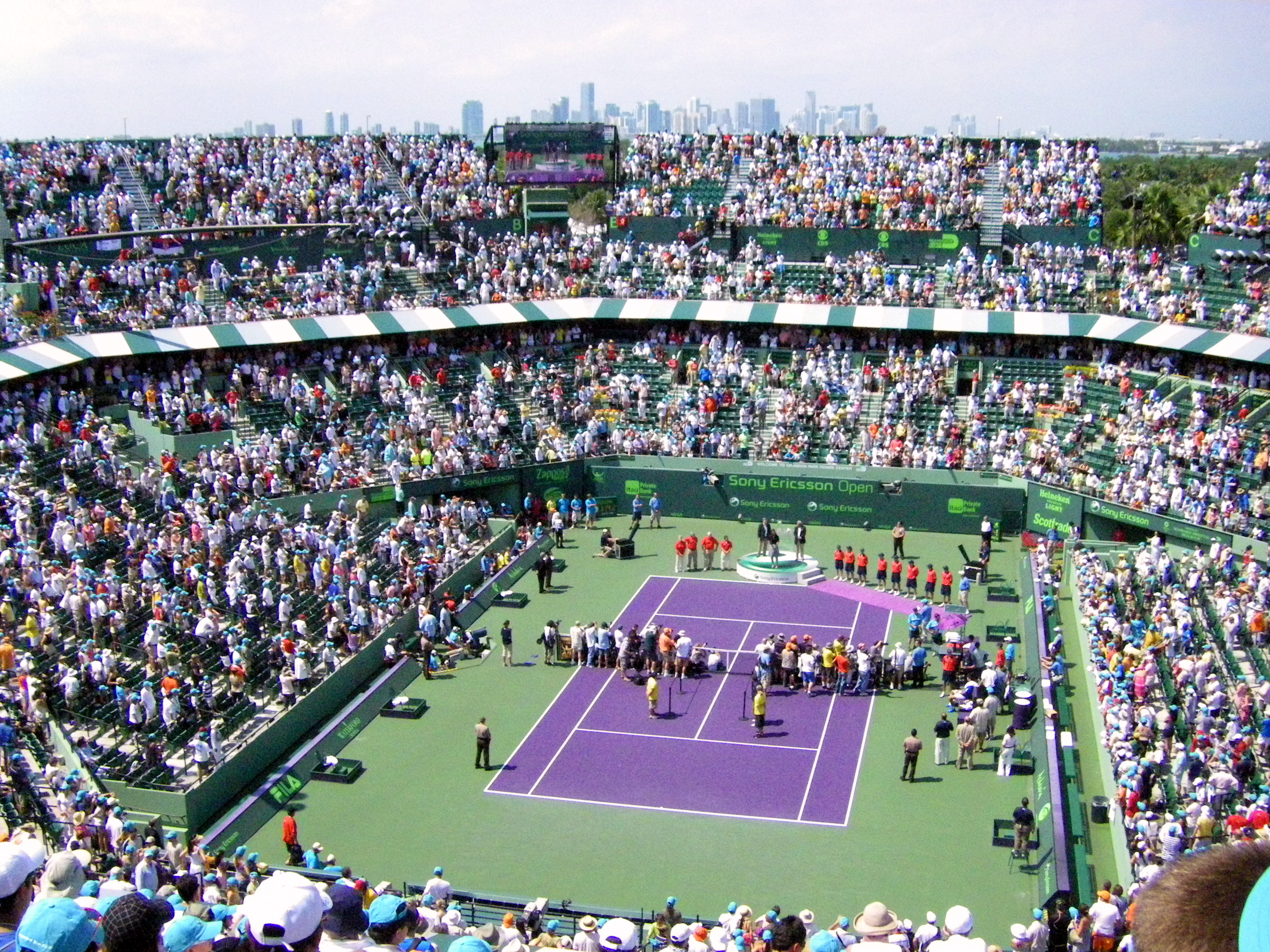
Cérémonie de remise des trophées lors de l'édition 2009 du Masters de Miami remportée par Andy Murray.

L'expression de Big Four désigne la domination de Roger Federer, Rafael Nadal, Novak Djokovic et Andy Murray sur le tennis masculin depuis 2008 voire depuis 2005 pour Federer et Nadal. En effet, c'est à partir de la seconde moitié des années 2000 que les quatre joueurs monopolisent presque constamment les quatre premières places du classement ainsi que les tournois du Grand Chelem et les Masters 1000 à quelques exceptions près.
Le Masters de Miami est remporté pour la première fois par l'un des membres de ce Big Four en 2005 avec le premier succès de Roger Federer. Ce dernier prend sa revanche sur Rafael Nadal alors que ce dernier menait 2 sets à 0 (2-6, 6-7, 7-6, 6-3, 6-1). Ce match reste à l'heure actuelle le seul perdu par l'Espagnol après avoir mené 2 manches à rien contre Federer. Roger Federer conserve son titre l'année suivante au terme d'une finale accrochée face à Ivan Ljubičić (7-6, 7-6, 7-6). Le Suisse devient alors le premier joueur à réaliser deux années de suite le doublé Indian Wells-Miami. En 2007, le tournoi prend son nom actuel de Sony Ericsson Open et c'est le Serbe Novak Djokovic qui s'impose face à Guillermo Cañas. Ce dernier s'illustre notamment en éliminant une deuxième fois d'affilée le double tenant du titre Roger Federer après Indian Wells. L'année suivante est marquée par le retour à une finale en deux sets gagnants. Rafael Nadal est de nouveau battu en finale par Nikolay Davydenko sur le score de 6-4, 6-2. En 2009, le Britannique Andy Murray remporte le titre face à Novak Djokovic. L'édition 2010 du tournoi est marquée par l'absence de membres du Big Four en finale, une première depuis 2005. C'est l'Américain Andy Roddick qui s'impose pour la deuxième fois face au Tchèque Tomáš Berdych sur le score de 7-5, 6-4. Enfin en 2011, Rafael Nadal concède sa troisième défaite en finale du Masters de Miami. Cette fois-ci, c'est Novak Djokovic qui le bat, deux semaines après avoir déjà disposé de l'Espagnol en finale du tournoi d'Indian Wells. Le Serbe gagne alors son quatrième tournoi de l'année et ne concédera sa première défaite de la saison que deux mois plus tard, lors du tournoi de Roland-Garros. Il conserve son titre l'année suivante en battant Andy Murray en finale. Andy Murray remporte une seconde fois le tournoi, aux dépens de David Ferrer. Nadal a atteint la finale du tournoi à 5 reprises tous les 3 ans sans jamais parvenir à remporter le titre (2005, 2008, 2011, 2014, 2017).
Entre 2005 et 2019, seules deux éditions échappent aux joueurs du Big Four, celle de 2008 remportée par Davydenko et celle de 2018 par l'Américain John Isner, dont c'est l'unique trophée dans cette catégorie. En 2020, l'édition est annulée en raison de la pandémie de Covid-19 et celle de 2021 est en partie perturbée par la maladie. En effet, le tournoi d'Indian Wells qui se joue normalement juste avant est reporté à l'automne et le tableau du tournoi de Miami souffre de plusieurs forfaits notables, dont ceux de Novak Djokovic ou de Rafael Nadal. C'est le Polonais Hubert Hurkacz qui s'impose au terme d'une finale inattendue, face à Jannik Sinner. En 2022, c'est le jeune Espagnol Carlos Alcaraz qui gagne son premier Masters 1000, devenant le plus jeune joueur à l'emporter en Floride.

## Format
En dehors des tournois du Grand Chelem, le Masters de Miami était jusqu'en 2022 le seul tournoi avec le Masters d'Indian Wells doté de tableaux de plus de 64 joueurs (Depuis 2023, c'est aussi le cas à Shanghai, Rome et Madrid). En effet, le tableau principal oppose 96 joueurs dont 32 têtes de série exemptées de premier tour. Il y a sept tours au total. À la différence des autres Masters 1000 sauf celui d'Indian Wells, Miami est aussi le seul tournoi à durer plus d'une semaine (12 jours exactement, 14 avec les qualifications). Parmi les 96 joueurs, cinq sont invités par l'organisation du tournoi et 12 sont issus du tournoi de qualification. Celui-ci se déroule les deux jours précédents le premier tour de la compétition et réunit 48 joueurs dont 24 têtes de série. Ces 48 joueurs sont répartis en 12 groupes de quatre joueurs dont deux têtes de série. Un premier tour oppose une des têtes de série avec un joueur non tête de série. Les deux vainqueurs se rencontrant en « finale » et le vainqueur est qualifié pour le tournoi principal.
Tous les matchs se jouent en deux sets gagnants avec tie-break dans toutes les manches y compris la finale qui se jouait en trois sets gagnants jusqu'en 2007 inclus. En 2006, le Masters de Miami devient le premier tournoi de tennis à être doté du Hawk-Eye, un système vidéo permettant de déterminer si la balle est ou non dans les limites du terrain. Chaque joueur a le droit à trois demandes d'utilisation du Hawk-Eye (on parle de challenges) par sets.
Du fait de son format en douze jours impliquant 96 joueurs, le Masters de Miami est souvent considéré comme le Masters 1000 le plus prestigieux de la saison avec Indian Wells.
En ce qui concerne le tournoi de double, il oppose 32 équipes soit 64 joueurs sur 5 tours. Parmi les 32 équipes, il y a 8 têtes de série qui ne peuvent pas se rencontrer avant les quarts de finale. Les têtes de série sont déterminées selon le classement ATP de double à la date du lundi précédant le début du tournoi. Deux des 32 équipes sont invitées par le tournoi. Chaque match de double se joue en deux sets gagnants avec tie-break dans chacune des manches. Le 3e set est remplacé par un super tie-break depuis 2006.

## Courts
Le Masters de Miami se joue de 1987 à 2018 sur le site du Tennis Center de Crandon Park à Key Biscayne comprenant 18 terrains de tennis en dur dont 12 sont utilisés lors du tournoi, les six autres servant de terrains d'entraînement. Le court central construit entre 1992 et 1994 était doté initialement d'une capacité de 14 000 places finalement réduite à 13 800 places en 2006. La surface des courts y est en dur acrylique et plus précisément en Laykold Cushion Plus depuis l'édition 1985. Cette surface est classée en catégorie 2 par l'ITF sur son échelle de rapidité. C'est donc une surface de type intermédiaire-lente.
À partir de 2019, le tournoi se déroule au Hard Rock Stadium avec un court central de 14 000 places.

## Affluence et couverture médiatique
Le tournoi est retransmis en direct aux États-Unis par la chaîne CBS. Lors de l'édition 2013, 72 heures de tournoi ont été diffusées aux États-Unis (ce chiffre comprenant la diffusion des tournois féminin et masculin). À l'échelle mondiale, l'édition 2013 a été suivie par 153 millions de téléspectateurs dans 193 pays. En ce qui concerne l'affluence au sein des différents stades, elle augmente significativement jusqu'en 2012 où elle s'établit à 326 131 spectateurs. Les chiffres ci-dessous concernent les épreuves WTA et ATP confondues :
| Année | Affluence |
| ----- | --------- |
| 2004  | 254 022   |
| 2005  | 263 118   |
| 2006  | 272 033   |
| 2007  | 288 025   |
| 2008  | 297 011   |
| 2009  | 293 228   |
| 2010  | 312 386   |
| 2011  | 316 267   |
| 2012  | 326 131   |
| 2013  | 307 809   |
| 2014  | 306 866   |
| 2015  | 308 486   |
| 2016  | 300 952   |
| 2017  | 304 643   |
| 2018  | 303 339   |
| 2019  | 380 734   |
| 2023  | 386 000   |
| 2024  | 395 683   |
| 2025  | 405 448   |

## Distinctions
Le Masters de Miami a remporté à six reprises le prix de tournoi ATP de l'année dans la catégorie « Masters 1000 » (de 2002 à 2006 et en 2008). C'est actuellement le record pour ce prix existant depuis 2001.

## Records masculins
| Record                                                          | Joueur(s)                        | Nombre | Années victorieuses                                                   |
| --------------------------------------------------------------- | -------------------------------- | ------ | --------------------------------------------------------------------- |
| Vainqueurs du plus grand nombre de titres en simple             | Andre Agassi Novak Djokovic      | 6      | 1990, 1995, 1996, 2001, 2002, 2003 2007, 2011, 2012, 2014, 2015, 2016 |
| Vainqueurs du plus grand nombre de titres consécutifs en simple | Andre Agassi Novak Djokovic      | 3      | 2001, 2002, 2003 2014, 2015, 2016                                     |
| Vainqueurs du plus grand nombre de titres en double             | Mike Bryan & Bob Bryan           | 6      | 2007, 2008, 2014, 2015, 2018, 2019                                    |
| Vainqueurs du plus grand nombre de titres consécutifs en double | Mark Woodforde & Todd Woodbridge | 3      | 1995-1997                                                             |
| Vainqueurs du plus grand nombre de matchs consécutifs en simple | Andre Agassi                     | 20     | 6 (en 2001, 2002 et 2003), 2 en 2004                                  |
| Plus grand nombre de finales en simple                          | Andre Agassi                     | 8      | 1990, 1994-1996, 1998, 2001-2003                                      |
| Plus grand nombre de finales en double                          | Max Mirnyi Bob Bryan Mike Bryan  | 7      | 2003, 2005, 2006, 2009-2012 2006-2008, 2014, 2015, 2018, 2019         |

## Palmarès messieurs

### Simple
| Joueur         | Titres | Premier | Dernier |
| -------------- | ------ | ------- | ------- |
| Andre Agassi   | 6      | 1990    | 2003    |
| Novak Djokovic | 6      | 2007    | 2016    |
| Roger Federer  | 4      | 2005    | 2019    |
| Pete Sampras   | 3      | 1993    | 2000    |

| Pays            | Titres | Premier | Dernier |
| --------------- | ------ | ------- | ------- |
| États-Unis      | 15     | 1985    | 2018    |
| Serbie          | 6      | 2007    | 2016    |
| Suisse          | 4      | 2005    | 2019    |
| Tchécoslovaquie | 3      | 1986    | 1989    |
| Royaume-Uni     | 2      | 2009    | 2013    |
| Autriche        | 1      | 1997    | 1997    |
| Chili           | 1      | 1998    | 1998    |
| Espagne         | 1      | 2022    | 2022    |
| Italie          | 1      | 2024    | 2024    |
| Pays-Bas        | 1      | 1999    | 1999    |
| Pologne         | 1      | 2021    | 2021    |
| Russie          | 1      | 2008    | 2008    |
| Suède           | 1      | 1988    | 1988    |

#### Palmarès par édition
| No | Date       | Nom et lieu du tournoi                                   | Catégorie                                           | Dotation                                            | Surface                                             | Vainqueur                                           | Finaliste                                           | Score                                               |                                                     |
| -- | ---------- | -------------------------------------------------------- | --------------------------------------------------- | --------------------------------------------------- | --------------------------------------------------- | --------------------------------------------------- | --------------------------------------------------- | --------------------------------------------------- | --------------------------------------------------- |
| 1  | 09-02-1970 | , Miami                                                  |                                                     | NC $                                                | NC                                                  | Ken Rosewall                                        | Andrés Gimeno                                       | 3-6, 6-2, 3-6, 7-6, 6-3                             |                                                     |
| 2  | 05-04-1971 | , Miami                                                  |                                                     | NC $                                                | NC                                                  | Cliff Drysdale                                      | Rod Laver                                           | 6-2, 6-4, 3-6, 6-4                                  |                                                     |
| 3  | 06-03-1972 | , Miami                                                  |                                                     | NC $                                                | NC                                                  | Ken Rosewall                                        | Cliff Drysdale                                      | 3-6, 6-2, 6-4                                       |                                                     |
| 4  | 15-01-1973 | , Miami                                                  |                                                     | NC $                                                | NC                                                  | Rod Laver                                           | Dick Stockton                                       | 7-6, 6-3, 7-5                                       |                                                     |
| 5  | 04-03-1974 | Miami WCT, Miami                                         |                                                     | NC $                                                | NC                                                  | Cliff Drysdale                                      | Tom Gorman                                          | 6-4, 7-5                                            |                                                     |
| 6  | 17-02-1975 | , Boca Raton                                             |                                                     | NC $                                                | Dur (ext.)                                          | Jimmy Connors                                       | Jürgen Fassbender                                   | 6-4, 6-2                                            |                                                     |
| 7  | 02-02-1976 | , Boca Raton                                             |                                                     | NC $                                                | Dur (ext.)                                          | Butch Walts                                         | Cliff Richey                                        | 3-6, 6-4, 6-4                                       |                                                     |
| 8  | 07-02-1977 | , Miami                                                  |                                                     | NC $                                                | NC                                                  | Eddie Dibbs                                         | Raúl Ramírez                                        | 6-0, 6-3                                            |                                                     |
| 9  | 27-02-1978 | , Miami                                                  |                                                     | NC $                                                | NC                                                  | Ilie Năstase                                        | Tom Gullikson                                       | 6-3, 7-5                                            |                                                     |
|    | 1979-1984  | Pas de tournoi                                           | Pas de tournoi                                      | Pas de tournoi                                      | Pas de tournoi                                      | Pas de tournoi                                      | Pas de tournoi                                      | Pas de tournoi                                      | Pas de tournoi                                      |
| 10 | 04-02-1985 | Lipton International Players Championships, Delray Beach | GP World Series                                     | 750 000 $                                           | Dur (ext.)                                          | Tim Mayotte                                         | Scott Davis                                         | 4-6, 4-6, 6-3, 6-2, 6-4                             | Tableau                                             |
| 11 | 10-02-1986 | Lipton International Players Championships, Boca Raton   | Championship Series                                 | 750 000 $                                           | Dur (ext.)                                          | Ivan Lendl                                          | Mats Wilander                                       | 3-6, 6-1, 7-65, 6-4                                 | Tableau                                             |
| 12 | 23-02-1987 | Lipton International Players Championships, Key Biscayne | Championship Series                                 | 750 000 $                                           | Dur (ext.)                                          | Miloslav Mečíř                                      | Ivan Lendl                                          | 7-5, 6-2, 7-5                                       | Tableau                                             |
| 13 | 14-03-1988 | Lipton International Players Championships, Key Biscayne | Championship Series                                 | 745 000 $                                           | Dur (ext.)                                          | Mats Wilander                                       | Jimmy Connors                                       | 6-4, 4-6, 6-4, 6-4                                  | Tableau                                             |
| 14 | 20-03-1989 | Lipton International Players Championships, Key Biscayne | Championship Series                                 | 745 000 $                                           | Dur (ext.)                                          | Ivan Lendl                                          | Thomas Muster                                       | Forfait                                             | Tableau                                             |
| 15 | 16-03-1990 | Lipton International Players Championships, Key Biscayne | Championship Series SW                              | 1 200 000 $                                         | Dur (ext.)                                          | Andre Agassi                                        | Stefan Edberg                                       | 6-1, 6-4, 0-6, 6-2                                  | Tableau                                             |
| 16 | 15-03-1991 | Lipton International Players Championships, Key Biscayne | Championship Series SW                              | 1 200 000 $                                         | Dur (ext.)                                          | Jim Courier                                         | David Wheaton                                       | 4-6, 6-3, 6-4                                       | Tableau                                             |
| 17 | 13-03-1992 | Lipton International Players Championships, Key Biscayne | Championship Series SW                              | 1 325 000 $                                         | Dur (ext.)                                          | Michael Chang                                       | Alberto Mancini                                     | 7-5, 7-5                                            | Tableau                                             |
| 18 | 12-03-1993 | Lipton Championships, Key Biscayne                       | Super 9                                             | 1 400 000 $                                         | Dur (ext.)                                          | Pete Sampras                                        | MaliVai Washington                                  | 6-3, 6-2                                            | Tableau                                             |
| 19 | 11-03-1994 | Lipton Championships, Key Biscayne                       | Super 9                                             | 1 625 000 $                                         | Dur (ext.)                                          | Pete Sampras                                        | Andre Agassi                                        | 5-7, 6-3, 6-3                                       | Tableau                                             |
| 20 | 17-03-1995 | Lipton Championships, Key Biscayne                       | Super 9                                             | 2 250 000 $                                         | Dur (ext.)                                          | Andre Agassi                                        | Pete Sampras                                        | 3-6, 6-2, 7-63                                      | Tableau                                             |
| 21 | 22-03-1996 | Lipton Championships, Key Biscayne                       | Super 9                                             | 2 300 000 $                                         | Dur (ext.)                                          | Andre Agassi                                        | Goran Ivanišević                                    | 3-0, ab.                                            | Tableau                                             |
| 22 | 20-03-1997 | Lipton Championships, Key Biscayne                       | Super 9                                             | 2 450 000 $                                         | Dur (ext.)                                          | Thomas Muster                                       | Sergi Bruguera                                      | 7-66, 6-3, 6-1                                      | Tableau                                             |
| 23 | 19-03-1998 | Lipton Championships, Key Biscayne                       | Super 9                                             | 2 450 000 $                                         | Dur (ext.)                                          | Marcelo Ríos                                        | Andre Agassi                                        | 7-5, 6-3, 6-4                                       | Tableau                                             |
| 24 | 18-03-1999 | Lipton Championships, Key Biscayne                       | Super 9                                             | 2 450 000 $                                         | Dur (ext.)                                          | Richard Krajicek                                    | Sébastien Grosjean                                  | 4-6, 6-1, 6-2, 7-5                                  | Tableau                                             |
| 25 | 20-03-2000 | Ericsson Championships, Miami                            | Masters Series                                      | 2 700 000 $                                         | Dur (ext.)                                          | Pete Sampras                                        | Gustavo Kuerten                                     | 6-1, 62-7, 7-65, 7-68                               | Tableau                                             |
| 26 | 21-03-2001 | Ericsson Championships, Miami                            | Masters Series                                      | 2 900 000 $                                         | Dur (ext.)                                          | Andre Agassi                                        | Jan-Michael Gambill                                 | 7-64, 6-1, 6-0                                      | Tableau                                             |
| 27 | 20-03-2002 | NASDAQ-100 Open, Miami                                   | Masters Series                                      | 3 075 000 $                                         | Dur (ext.)                                          | Andre Agassi                                        | Roger Federer                                       | 6-3, 6-3, 3-6, 6-4                                  | Tableau                                             |
| 28 | 19-03-2003 | NASDAQ-100 Open, Miami                                   | Masters Series                                      | 3 000 000 $                                         | Dur (ext.)                                          | Andre Agassi                                        | Carlos Moyà                                         | 6-3, 6-3                                            | Tableau                                             |
| 29 | 24-03-2004 | NASDAQ-100 Open, Miami                                   | Masters Series                                      | 3 200 000 $                                         | Dur (ext.)                                          | Andy Roddick                                        | Guillermo Coria                                     | 62-7, 6-3, 6-1, ab.                                 | Tableau                                             |
| 30 | 21-03-2005 | NASDAQ-100 Open, Miami                                   | Masters Series                                      | 3 200 000 $                                         | Dur (ext.)                                          | Roger Federer                                       | Rafael Nadal                                        | 2-6, 64-7, 7-65, 6-3, 6-1                           | Tableau                                             |
| 31 | 20-03-2006 | NASDAQ-100 Open, Miami                                   | Masters Series                                      | 3 200 000 $                                         | Dur (ext.)                                          | Roger Federer                                       | Ivan Ljubičić                                       | 7-65, 7-64, 7-66                                    | Tableau                                             |
| 32 | 19-03-2007 | Sony Ericsson Open, Miami                                | Masters Series                                      | 3 200 000 $                                         | Dur (ext.)                                          | Novak Djokovic                                      | Guillermo Cañas                                     | 6-3, 6-2, 6-4                                       | Tableau                                             |
| 33 | 24-03-2008 | Sony Ericsson Open, Miami                                | Masters Series                                      | 3 520 000 $                                         | Dur (ext.)                                          | Nikolay Davydenko                                   | Rafael Nadal                                        | 6-4, 6-2                                            | Tableau                                             |
| 34 | 23-03-2009 | Sony Ericsson Open, Miami                                | Masters 1000                                        | 3 645 000 $                                         | Dur (ext.)                                          | Andy Murray                                         | Novak Djokovic                                      | 6-2, 7-5                                            | Tableau                                             |
| 35 | 22-03-2010 | Sony Ericsson Open, Miami                                | Masters 1000                                        | 3 645 000 $                                         | Dur (ext.)                                          | Andy Roddick                                        | Tomáš Berdych                                       | 7-5, 6-4                                            | Tableau                                             |
| 36 | 21-03-2011 | Sony Ericsson Open, Miami                                | Masters 1000                                        | 3 645 000 $                                         | Dur (ext.)                                          | Novak Djokovic                                      | Rafael Nadal                                        | 4-6, 6-3, 7-64                                      | Tableau                                             |
| 37 | 19-03-2012 | Sony Ericsson Open, Miami                                | Masters 1000                                        | 3 973 050 $                                         | Dur (ext.)                                          | Novak Djokovic                                      | Andy Murray                                         | 6-1, 7-64                                           | Tableau                                             |
| 38 | 18-03-2013 | Sony Open Tennis, Miami                                  | Masters 1000                                        | 4 330 625 $                                         | Dur (ext.)                                          | Andy Murray                                         | David Ferrer                                        | 2-6, 6-4, 7-61                                      | Tableau                                             |
| 39 | 19-03-2014 | Sony Open Tennis, Miami                                  | Masters 1000                                        | 4 720 380 $                                         | Dur (ext.)                                          | Novak Djokovic                                      | Rafael Nadal                                        | 6-3, 6-3                                            | Tableau                                             |
| 40 | 25-03-2015 | Miami Open presented by Itaú, Miami                      | Masters 1000                                        | 5 381 235 $                                         | Dur (ext.)                                          | Novak Djokovic                                      | Andy Murray                                         | 7-63, 4-6, 6-0                                      | Tableau                                             |
| 41 | 23-03-2016 | Miami Open presented by Itaú, Miami                      | Masters 1000                                        | 6 134 605 $                                         | Dur (ext.)                                          | Novak Djokovic                                      | Kei Nishikori                                       | 6-3, 6-3                                            | Tableau                                             |
| 42 | 22-03-2017 | Miami Open presented by Itaú, Miami                      | Masters 1000                                        | 6 993 450 $                                         | Dur (ext.)                                          | Roger Federer                                       | Rafael Nadal                                        | 6-3, 6-4                                            | Tableau                                             |
| 43 | 21-03-2018 | Miami Open presented by Itaú, Miami                      | Masters 1000                                        | 7 972 535 $                                         | Dur (ext.)                                          | John Isner                                          | Alexander Zverev                                    | 6-74, 6-4, 6-4                                      | Tableau                                             |
| 44 | 20-03-2019 | Miami Open presented by Itaú, Miami                      | Masters 1000                                        | 8 359 455 $                                         | Dur (ext.)                                          | Roger Federer                                       | John Isner                                          | 6-1, 6-4                                            | Tableau                                             |
| –  | 2020       | Miami Open presented by Itaú, Miami                      | Tournoi annulé à cause de la pandémie à coronavirus | Tournoi annulé à cause de la pandémie à coronavirus | Tournoi annulé à cause de la pandémie à coronavirus | Tournoi annulé à cause de la pandémie à coronavirus | Tournoi annulé à cause de la pandémie à coronavirus | Tournoi annulé à cause de la pandémie à coronavirus | Tournoi annulé à cause de la pandémie à coronavirus |
| 45 | 24-03-2021 | Miami Open presented by Itaú, Miami                      | Masters 1000                                        | 3 343 785 $                                         | Dur (ext.)                                          | Hubert Hurkacz                                      | Jannik Sinner                                       | 6-1, 6-4                                            | Tableau                                             |
| 46 | 23-03-2022 | Miami Open presented by Itaú, Miami                      | Masters 1000                                        | 8 584 055 $                                         | Dur (ext.)                                          | Carlos Alcaraz                                      | Casper Ruud                                         | 7-5, 6-4                                            | Tableau                                             |
| 47 | 22-03-2023 | Miami Open presented by Itaú, Miami                      | Masters 1000                                        | 8 800 000 $                                         | Dur (ext.)                                          | Daniil Medvedev                                     | Jannik Sinner                                       | 7-5, 6-3                                            | Tableau                                             |
| 48 | 20-03-2024 | Miami Open presented by Itaú, Miami                      | Masters 1000                                        | 8 995 555 $                                         | Dur (ext.)                                          | Jannik Sinner                                       | Grigor Dimitrov                                     | 6-3, 6-1                                            | Tableau                                             |
| 49 | 19-03-2025 | Miami Open presented by Itaú, Miami                      | Masters 1000                                        | 9 193 540 $                                         | Dur (ext.)                                          | Jakub Menšík                                        | Novak Djokovic                                      | 7-64, 7-64                                          | Tableau                                             |

### Double
| No | Date       | Nom et lieu du tournoi                                   | Catégorie                                           | Dotation                                            | Surface                                             | Vainqueurs                                          | Finalistes                                          | Score                                               |                                                     |
| -- | ---------- | -------------------------------------------------------- | --------------------------------------------------- | --------------------------------------------------- | --------------------------------------------------- | --------------------------------------------------- | --------------------------------------------------- | --------------------------------------------------- | --------------------------------------------------- |
| 1  | 05-04-1971 | , Miami                                                  |                                                     | NC $                                                | NC                                                  | John Newcombe Tony Roche                            | Roy Emerson Rod Laver                               | 7-6, 7-6                                            |                                                     |
| 2  | 06-03-1972 | , Miami                                                  |                                                     | NC $                                                | NC                                                  | Tom Okker Marty Riessen                             | Roy Emerson Rod Laver                               | 7-5, 6-4                                            |                                                     |
| 3  | 15-01-1973 | , Miami                                                  |                                                     | NC $                                                | NC                                                  | Roy Emerson Rod Laver                               | Terry Addison Colin Dibley                          | 6-4, 6-4                                            |                                                     |
| 4  | 04-03-1974 | Miami WCT, Miami                                         |                                                     | NC $                                                | NC                                                  | John Alexander Phil Dent                            | Tom Okker Marty Riessen                             | 4-6, 6-4, 7-5                                       |                                                     |
| 5  | 17-02-1975 | , Boca Raton                                             |                                                     | NC $                                                | Dur (ext.)                                          | Juan Gisbert Clark Graebner                         | Jürgen Fassbender Ion Țiriac                        | 6-2, 6-1                                            |                                                     |
| 6  | 02-02-1976 | , Boca Raton                                             |                                                     | NC $                                                | Dur (ext.)                                          | Vitas Gerulaitis Clark Graebner                     | Bruce Manson Butch Walts                            | 6-2, 6-4                                            |                                                     |
| 7  | 07-02-1977 | , Miami                                                  |                                                     | NC $                                                | NC                                                  | Brian Gottfried Raúl Ramírez                        | Paul Kronk Cliff Letcher                            | 7-5, 6-4                                            |                                                     |
| 8  | 27-02-1978 | , Miami                                                  |                                                     | NC $                                                | NC                                                  | Tom Gullikson Gene Mayer                            | Robert Carmichael Brian Teacher                     | 7-6, 6-3                                            |                                                     |
|    | 1979-1984  | Pas de tournoi                                           | Pas de tournoi                                      | Pas de tournoi                                      | Pas de tournoi                                      | Pas de tournoi                                      | Pas de tournoi                                      | Pas de tournoi                                      | Pas de tournoi                                      |
| 9  | 04-02-1985 | Lipton International Players Championships, Delray Beach | GP World Series                                     | 750 000 $                                           | Dur (ext.)                                          | Paul Annacone Christo van Rensburg                  | Sherwood Stewart Kim Warwick                        | 7-6, 7-5, 6-4                                       | Tableau                                             |
| 10 | 10-02-1986 | Lipton International Players Championships, Boca Raton   | Championship Series                                 | 750 000 $                                           | Dur (ext.)                                          | Brad Gilbert Vincent Van Patten                     | Stefan Edberg Anders Järryd                         | Forfaits                                            | Tableau                                             |
| 11 | 23-02-1987 | Lipton International Players Championships, Key Biscayne | Championship Series                                 | 750 000 $                                           | Dur (ext.)                                          | Paul Annacone Christo van Rensburg                  | Ken Flach Robert Seguso                             | 6-2, 6-4, 6-4                                       | Tableau                                             |
| 12 | 14-03-1988 | Lipton International Players Championships, Key Biscayne | Championship Series                                 | 745 000 $                                           | Dur (ext.)                                          | John Fitzgerald Anders Järryd                       | Ken Flach Robert Seguso                             | 7-67, 6-1, 7-5                                      | Tableau                                             |
| 13 | 20-03-1989 | Lipton International Players Championships, Key Biscayne | Championship Series                                 | 745 000 $                                           | Dur (ext.)                                          | Jakob Hlasek Anders Järryd                          | Jim Grabb Patrick McEnroe                           | 6-3, ab.                                            | Tableau                                             |
| 14 | 16-03-1990 | Lipton International Players Championships, Key Biscayne | Championship Series SW                              | 1 200 000 $                                         | Dur (ext.)                                          | Rick Leach Jim Pugh                                 | Boris Becker Cássio Motta                           | 6-4, 3-6, 6-3                                       | Tableau                                             |
| 15 | 15-03-1991 | Lipton International Players Championships, Key Biscayne | Championship Series SW                              | 1 200 000 $                                         | Dur (ext.)                                          | Wayne Ferreira Piet Norval                          | Ken Flach Robert Seguso                             | 5-7, 7-63, 6-2                                      | Tableau                                             |
| 16 | 13-03-1992 | Lipton International Players Championships, Key Biscayne | Championship Series SW                              | 1 325 000 $                                         | Dur (ext.)                                          | Ken Flach Todd Witsken                              | Kent Kinnear Sven Salumaa                           | 6-4, 6-3                                            | Tableau                                             |
| 17 | 12-03-1993 | Lipton Championships, Key Biscayne                       | Super 9                                             | 1 400 000 $                                         | Dur (ext.)                                          | Richard Krajicek Jan Siemerink                      | Patrick McEnroe Jonathan Stark                      | 63-7, 6-4, 7-64                                     | Tableau                                             |
| 18 | 11-03-1994 | Lipton Championships, Key Biscayne                       | Super 9                                             | 1 625 000 $                                         | Dur (ext.)                                          | Jacco Eltingh Paul Haarhuis                         | Mark Knowles Jared Palmer                           | 7-65, 7-64                                          | Tableau                                             |
| 19 | 17-03-1995 | Lipton Championships, Key Biscayne                       | Super 9                                             | 2 250 000 $                                         | Dur (ext.)                                          | Todd Woodbridge Mark Woodforde                      | Jim Grabb Patrick McEnroe                           | 6-3, 7-63                                           | Tableau                                             |
| 20 | 22-03-1996 | Lipton Championships, Key Biscayne                       | Super 9                                             | 2 300 000 $                                         | Dur (ext.)                                          | Todd Woodbridge Mark Woodforde                      | Ellis Ferreira Patrick Galbraith                    | 6-1, 6-3                                            | Tableau                                             |
| 21 | 20-03-1997 | Lipton Championships, Key Biscayne                       | Super 9                                             | 2 450 000 $                                         | Dur (ext.)                                          | Todd Woodbridge Mark Woodforde                      | Mark Knowles Daniel Nestor                          | 7-66, 7-68                                          | Tableau                                             |
| 22 | 19-03-1998 | Lipton Championships, Key Biscayne                       | Super 9                                             | 2 450 000 $                                         | Dur (ext.)                                          | Ellis Ferreira Rick Leach                           | Jonathan Stark Alex O'Brien                         | 6-2, 6-4                                            | Tableau                                             |
| 23 | 18-03-1999 | Lipton Championships, Key Biscayne                       | Super 9                                             | 2 450 000 $                                         | Dur (ext.)                                          | Sandon Stolle Wayne Black                           | Boris Becker Jan-Michael Gambill                    | 4-6, 6-1, 6-2, 7-5                                  | Tableau                                             |
| 24 | 20-03-2000 | Ericsson Championships, Miami                            | Masters Series                                      | 2 700 000 $                                         | Dur (ext.)                                          | Todd Woodbridge Mark Woodforde                      | Martin Damm Dominik Hrbatý                          | 6-3, 6-4                                            | Tableau                                             |
| 25 | 21-03-2001 | Ericsson Championships, Miami                            | Masters Series                                      | 2 900 000 $                                         | Dur (ext.)                                          | David Rikl Jiří Novák                               | Todd Woodbridge Jonas Björkman                      | 7-5, 7-63                                           | Tableau                                             |
| 26 | 20-03-2002 | NASDAQ-100 Open, Miami                                   | Masters Series                                      | 3 075 000 $                                         | Dur (ext.)                                          | Mark Knowles Daniel Nestor                          | Donald Johnson Jared Palmer                         | 6-3, 3-6, 6-1                                       | Tableau                                             |
| 27 | 19-03-2003 | NASDAQ-100 Open, Miami                                   | Masters Series                                      | 3 000 000 $                                         | Dur (ext.)                                          | Roger Federer Max Mirnyi                            | David Rikl Leander Paes                             | 7-5, 6-3                                            | Tableau                                             |
| 28 | 24-03-2004 | NASDAQ-100 Open, Miami                                   | Masters Series                                      | 3 200 000 $                                         | Dur (ext.)                                          | Kevin Ullyett Wayne Black                           | Todd Woodbridge Jonas Björkman                      | 6-2, 7-612                                          | Tableau                                             |
| 29 | 21-03-2005 | NASDAQ-100 Open, Miami                                   | Masters Series                                      | 3 200 000 $                                         | Dur (ext.)                                          | Max Mirnyi Jonas Björkman                           | Kevin Ullyett Wayne Black                           | 6-1, 6-2                                            | Tableau                                             |
| 30 | 20-03-2006 | NASDAQ-100 Open, Miami                                   | Masters Series                                      | 3 200 000 $                                         | Dur (ext.)                                          | Max Mirnyi Jonas Björkman                           | Bob Bryan Mike Bryan                                | 6-4, 6-4                                            | Tableau                                             |
| 31 | 19-03-2007 | Sony Ericsson Open, Miami                                | Masters Series                                      | 3 200 000 $                                         | Dur (ext.)                                          | Bob Bryan Mike Bryan                                | Martin Damm Leander Paes                            | 67-7, 6-3, [10-7]                                   | Tableau                                             |
| 32 | 24-03-2008 | Sony Ericsson Open, Miami                                | Masters Series                                      | 3 520 000 $                                         | Dur (ext.)                                          | Bob Bryan Mike Bryan                                | Mark Knowles Mahesh Bhupathi                        | 6-2, 6-2                                            | Tableau                                             |
| 33 | 23-03-2009 | Sony Ericsson Open, Miami                                | Masters 1000                                        | 3 645 000 $                                         | Dur (ext.)                                          | Andy Ram Max Mirnyi                                 | Ashley Fisher Stephen Huss                          | 64-7, 6-2, [10-7]                                   | Tableau                                             |
| 34 | 22-03-2010 | Sony Ericsson Open, Miami                                | Masters 1000                                        | 3 645 000 $                                         | Dur (ext.)                                          | Lukáš Dlouhý Leander Paes                           | Mahesh Bhupathi Max Mirnyi                          | 6-2, 7-5                                            | Tableau                                             |
| 35 | 21-03-2011 | Sony Ericsson Open, Miami                                | Masters 1000                                        | 3 645 000 $                                         | Dur (ext.)                                          | Mahesh Bhupathi Leander Paes                        | Max Mirnyi Daniel Nestor                            | 65-7, 6-2, [10-5]                                   | Tableau                                             |
| 36 | 19-03-2012 | Sony Ericsson Open, Miami                                | Masters 1000                                        | 3 973 050 $                                         | Dur (ext.)                                          | Leander Paes Radek Štěpánek                         | Max Mirnyi Daniel Nestor                            | 3-6, 6-1, [10-8]                                    | Tableau                                             |
| 37 | 18-03-2013 | Sony Open Tennis, Miami                                  | Masters 1000                                        | 4 330 625 $                                         | Dur (ext.)                                          | Aisam-Ul-Haq Qureshi Jean-Julien Rojer              | Mariusz Fyrstenberg Marcin Matkowski                | 6-4, 6-1                                            | Tableau                                             |
| 38 | 19-03-2014 | Sony Open Tennis, Miami                                  | Masters 1000                                        | 4 720 380 $                                         | Dur (ext.)                                          | Bob Bryan Mike Bryan                                | Juan Sebastián Cabal Robert Farah                   | 7-68, 6-4                                           | Tableau                                             |
| 39 | 25-03-2015 | Miami Open presented by Itaú, Miami                      | Masters 1000                                        | 5 381 235 $                                         | Dur (ext.)                                          | Bob Bryan Mike Bryan                                | Vasek Pospisil Jack Sock                            | 6-3, 1-6, [10-8]                                    | Tableau                                             |
| 40 | 23-03-2016 | Miami Open presented by Itaú, Miami                      | Masters 1000                                        | 6 134 605 $                                         | Dur (ext.)                                          | Pierre-Hugues Herbert Nicolas Mahut                 | Raven Klaasen Rajeev Ram                            | 5-7, 6-1, [10-7]                                    | Tableau                                             |
| 41 | 22-03-2017 | Miami Open presented by Itaú, Miami                      | Masters 1000                                        | 6 993 450 $                                         | Dur (ext.)                                          | Łukasz Kubot Marcelo Melo                           | Nicholas Monroe Jack Sock                           | 7-5, 6-3                                            | Tableau                                             |
| 42 | 21-03-2018 | Miami Open presented by Itaú, Miami                      | Masters 1000                                        | 7 972 535 $                                         | Dur (ext.)                                          | Bob Bryan Mike Bryan                                | Karen Khachanov Andrey Rublev                       | 4-6, 7-65, [10-4]                                   | Tableau                                             |
| 43 | 20-03-2019 | Miami Open presented by Itaú, Miami                      | Masters 1000                                        | 8 359 455 $                                         | Dur (ext.)                                          | Bob Bryan Mike Bryan                                | Wesley Koolhof Stéfanos Tsitsipás                   | 7-5, 7-68                                           | Tableau                                             |
| –  | 2020       | Tournoi annulé à cause de la pandémie à coronavirus      | Tournoi annulé à cause de la pandémie à coronavirus | Tournoi annulé à cause de la pandémie à coronavirus | Tournoi annulé à cause de la pandémie à coronavirus | Tournoi annulé à cause de la pandémie à coronavirus | Tournoi annulé à cause de la pandémie à coronavirus | Tournoi annulé à cause de la pandémie à coronavirus | Tournoi annulé à cause de la pandémie à coronavirus |
| 44 | 24-03-2021 | Miami Open presented by Itaú, Miami                      | Masters 1000                                        | 3 343 785 $                                         | Dur (ext.)                                          | Nikola Mektić Mate Pavić                            | Daniel Evans Neal Skupski                           | 6-4, 6-4                                            | Tableau                                             |
| 45 | 23-03-2022 | Miami Open presented by Itaú, Miami                      | Masters 1000                                        | 8 584 055 $                                         | Dur (ext.)                                          | Hubert Hurkacz John Isner                           | Wesley Koolhof Neal Skupski                         | 7-65, 6-4                                           | Tableau                                             |
| 46 | 22-03-2023 | Miami Open presented by Itaú, Miami                      | Masters 1000                                        | 8 800 000 $                                         | Dur (ext.)                                          | Santiago González Édouard Roger-Vasselin            | Austin Krajicek Nicolas Mahut                       | 7-64, 7-5                                           | Tableau                                             |
| 47 | 20-03-2024 | Miami Open presented by Itaú, Miami                      | Masters 1000                                        | 8 995 555 $                                         | Dur (ext.)                                          | Rohan Bopanna Matthew Ebden                         | Ivan Dodig Austin Krajicek                          | 63-7, 6-3, [10-6]                                   | Tableau                                             |
| 48 | 19-03-2025 | Miami Open presented by Itaú, Miami                      | Masters 1000                                        | 9 193 540 $                                         | Dur (ext.)                                          | Marcelo Arévalo Mate Pavić                          | Julian Cash Lloyd Glasspool                         | 7-63, 6-3                                           | Tableau                                             |

## Palmarès dames

### Joueuses les plus titrées
Avec huit succès, Serena Williams détient le record de victoires en simple, soit trois de mieux que Steffi Graf. Notons qu'à ce jour, toutes les lauréates ont, un jour ou l'autre de leur carrière, été numéro un mondiales, à l'exception de Gabriela Sabatini (1989), Svetlana Kuznetsova (2006), Agnieszka Radwańska (2012), Johanna Konta (2017) et Sloane Stephens (2018).
| - 8 titres : Serena Williams (2015) - 5 titres : Steffi Graf (1996) - 3 titres : Venus Williams (2001), Victoria Azarenka (2016) | - 7 titres : Jana Novotná (1999) - 5 titres : Arantxa Sánchez (2001) - 4 titres : Martina Hingis (2015) - 3 titres : Helena Suková (1990), Lisa Raymond (2007) et Nadia Petrova (2013) |

### Simple
| No       | Date       | Nom et lieu du tournoi                           | Catégorie                                           | Dotation                                            | Surface                                             | Vainqueure                                          | Finaliste                                           | Score                                               |                                                     |
| -------- | ---------- | ------------------------------------------------ | --------------------------------------------------- | --------------------------------------------------- | --------------------------------------------------- | --------------------------------------------------- | --------------------------------------------------- | --------------------------------------------------- | --------------------------------------------------- |
| 1        | 02-03-1965 | The Good Neighbor Championships, Miami Beach     |                                                     | NC                                                  | Terre (ext.)                                        | Margaret Smith                                      | Lesley Turner                                       | 6-2, 8-6                                            | Tableau                                             |
| Ère Open |            |                                                  |                                                     |                                                     |                                                     |                                                     |                                                     |                                                     |                                                     |
| 2        | 05-02-1973 | Barnett Bank Classic, Miami Beach                |                                                     | 30 000 $                                            | Terre (ext.)                                        | Margaret Smith Court                                | Kerry Melville                                      | 4-6, 6-1, 7-5                                       | Tableau                                             |
| 3        | 09-04-1973 | Miami Beach Pros, Miami                          |                                                     | 20 000 $                                            | Terre (ext.)                                        | Chris Evert                                         | Evonne Goolagong                                    | 3-6, 6-3, 6-2                                       | Tableau                                             |
|          | 1974-1983  | Pas de tournoi                                   | Pas de tournoi                                      | Pas de tournoi                                      | Pas de tournoi                                      | Pas de tournoi                                      | Pas de tournoi                                      | Pas de tournoi                                      | Pas de tournoi                                      |
| 4        | 02-04-1984 | USTA of Miami, Miami                             | VS Tour C1                                          | 50 000 $                                            | Terre (ext.)                                        | Laura Arraya                                        | Petra Huber                                         | 6-3, 6-2                                            | Tableau                                             |
| 5        | 05-02-1985 | Lipton International Championships, Delray Beach |                                                     | 750 000 $                                           | Dur (ext.)                                          | Martina Navrátilová                                 | Chris Evert                                         | 6-2, 6-4                                            | Tableau                                             |
| 6        | 10-02-1986 | Lipton International Championships, Boca Raton   |                                                     | 750 000 $                                           | Dur (ext.)                                          | Chris Evert                                         | Steffi Graf                                         | 6-4, 6-2                                            | Tableau                                             |
| 7        | 23-02-1987 | Lipton International Championships, Miami        |                                                     | 750 000 $                                           | Dur (ext.)                                          | Steffi Graf                                         | Chris Evert                                         | 6-1, 6-2                                            | Tableau                                             |
| 8        | 14-03-1988 | Lipton International Championships, Miami        | Tier I                                              | 750 000 $                                           | Dur (ext.)                                          | Steffi Graf                                         | Chris Evert                                         | 6-4, 6-4                                            | Tableau                                             |
| 9        | 20-03-1989 | Lipton International Championships, Miami        | Tier I                                              | 750 000 $                                           | Dur (ext.)                                          | Gabriela Sabatini                                   | Chris Evert                                         | 6-1, 4-6, 6-2                                       | Tableau                                             |
| 10       | 16-03-1990 | Lipton International Championships, Miami        | Tier I                                              | 750 000 $                                           | Dur (ext.)                                          | Monica Seles                                        | Judith Wiesner                                      | 6-1, 6-2                                            | Tableau                                             |
| 11       | 15-03-1991 | Lipton International Championships, Miami        | Tier I                                              | 750 000 $                                           | Dur (ext.)                                          | Monica Seles                                        | Gabriela Sabatini                                   | 6-3, 7-5                                            | Tableau                                             |
| 12       | 13-03-1992 | Lipton International Championships, Miami        | Tier I                                              | 800 000 $                                           | Dur (ext.)                                          | Arantxa Sánchez                                     | Gabriela Sabatini                                   | 6-1, 6-4                                            | Tableau                                             |
| 13       | 12-03-1993 | The Lipton Championships, Miami                  | Tier I                                              | 900 000 $                                           | Dur (ext.)                                          | Arantxa Sánchez                                     | Steffi Graf                                         | 6-4, 3-6, 6-3                                       | Tableau                                             |
| 14       | 11-03-1994 | The Lipton Championships, Miami                  | Tier I                                              | 1 000 000 $                                         | Dur (ext.)                                          | Steffi Graf                                         | Natasha Zvereva                                     | 4-6, 6-1, 6-2                                       | Tableau                                             |
| 15       | 17-03-1995 | The Lipton Championships, Miami                  | Tier I                                              | 1 550 000 $                                         | Dur (ext.)                                          | Steffi Graf                                         | Kimiko Date                                         | 6-1, 6-4                                            | Tableau                                             |
| 16       | 21-03-1996 | The Lipton Championships, Miami                  | Tier I                                              | 1 550 000 $                                         | Dur (ext.)                                          | Steffi Graf                                         | Chanda Rubin                                        | 6-1, 6-3                                            | Tableau                                             |
| 17       | 20-03-1997 | The Lipton Championships, Miami                  | Tier I                                              | 1 750 000 $                                         | Dur (ext.)                                          | Martina Hingis                                      | Monica Seles                                        | 6-2, 6-1                                            | Tableau                                             |
| 18       | 19-03-1998 | The Lipton Championships, Miami                  | Tier I                                              | 1 900 000 $                                         | Dur (ext.)                                          | Venus Williams                                      | Anna Kournikova                                     | 2-6, 6-4, 6-1                                       | Tableau                                             |
| 19       | 18-03-1999 | The Lipton Championships, Miami                  | Tier I                                              | 1 950 000 $                                         | Dur (ext.)                                          | Venus Williams                                      | Serena Williams                                     | 6-1, 4-6, 6-4                                       | Tableau                                             |
| 20       | 20-03-2000 | Ericsson Open, Miami                             | Tier I                                              | 2 525 000 $                                         | Dur (ext.)                                          | Martina Hingis                                      | Lindsay Davenport                                   | 6-3, 6-2                                            | Tableau                                             |
| 21       | 21-03-2001 | Ericsson Open, Miami                             | Tier I                                              | 2 720 000 $                                         | Dur (ext.)                                          | Venus Williams                                      | Jennifer Capriati                                   | 4-6, 6-1, 7-64                                      | Tableau                                             |
| 22       | 18-03-2002 | NASDAQ-100 Open, Miami                           | Tier I                                              | 2 860 000 $                                         | Dur (ext.)                                          | Serena Williams                                     | Jennifer Capriati                                   | 7-5, 7-64                                           | Tableau                                             |
| 23       | 19-03-2003 | NASDAQ-100 Open, Miami                           | Tier I                                              | 2 960 000 $                                         | Dur (ext.)                                          | Serena Williams                                     | Jennifer Capriati                                   | 4-6, 6-4, 6-1                                       | Tableau                                             |
| 24       | 24-03-2004 | NASDAQ-100 Open, Miami                           | Tier I                                              | 3 060 000 $                                         | Dur (ext.)                                          | Serena Williams                                     | Elena Dementieva                                    | 6-1, 6-1                                            | Tableau                                             |
| 25       | 23-03-2005 | NASDAQ-100 Open, Miami                           | Tier I                                              | 3 115 000 $                                         | Dur (ext.)                                          | Kim Clijsters                                       | Maria Sharapova                                     | 6-3, 7-5                                            | Tableau                                             |
| 26       | 20-03-2006 | NASDAQ-100 Open, Miami                           | Tier I                                              | 3 450 000 $                                         | Dur (ext.)                                          | Svetlana Kuznetsova                                 | Maria Sharapova                                     | 6-4, 6-3                                            | Tableau                                             |
| 27       | 19-03-2007 | Sony Ericsson Open, Miami                        | Tier I                                              | 3 450 000 $                                         | Dur (ext.)                                          | Serena Williams                                     | Justine Henin                                       | 0-6, 7-5, 6-3                                       | Tableau                                             |
| 28       | 24-03-2008 | Sony Ericsson Open, Miami                        | Tier I                                              | 3 770 000 $                                         | Dur (ext.)                                          | Serena Williams                                     | Jelena Janković                                     | 6-1, 5-7, 6-3                                       | Tableau                                             |
| 29       | 25-03-2009 | Sony Ericsson Open, Miami                        | PREMIER*                                            | 4 500 000 $                                         | Dur (ext.)                                          | Victoria Azarenka                                   | Serena Williams                                     | 6-3, 6-1                                            | Tableau                                             |
| 30       | 23-03-2010 | Sony Ericsson Open, Miami                        | PREMIER*                                            | 4 500 000 $                                         | Dur (ext.)                                          | Kim Clijsters                                       | Venus Williams                                      | 6-2, 6-1                                            | Tableau                                             |
| 31       | 21-03-2011 | Sony Ericsson Open, Miami                        | PREMIER*                                            | 4 500 000 $                                         | Dur (ext.)                                          | Victoria Azarenka                                   | Maria Sharapova                                     | 6-1, 6-4                                            | Tableau                                             |
| 32       | 20-03-2012 | Sony Ericsson Open, Miami                        | PREMIER*                                            | 4 828 050 $                                         | Dur (ext.)                                          | Agnieszka Radwańska                                 | Maria Sharapova                                     | 7-5, 6-4                                            | Tableau                                             |
| 33       | 18-03-2013 | Sony Open Tennis, Miami                          | PREMIER*                                            | 5 185 625 $                                         | Dur (ext.)                                          | Serena Williams                                     | Maria Sharapova                                     | 4-6, 6-3, 6-0                                       | Tableau                                             |
| 34       | 17-03-2014 | Sony Open Tennis, Miami                          | PREMIER*                                            | 5 427 105 $                                         | Dur (ext.)                                          | Serena Williams                                     | Li Na                                               | 7-5, 6-1                                            | Tableau                                             |
| 35       | 23-03-2015 | Miami Open presented by Itaú, Miami              | PREMIER*                                            | 5 219 780 $                                         | Dur (ext.)                                          | Serena Williams                                     | Carla Suárez Navarro                                | 6-2, 6-0                                            | Tableau                                             |
| 36       | 22-03-2016 | Miami Open presented by Itaú, Miami              | PREMIER*                                            | 6 134 605 $                                         | Dur (ext.)                                          | Victoria Azarenka                                   | Svetlana Kuznetsova                                 | 6-3, 6-2                                            | Tableau                                             |
| 37       | 21-03-2017 | Miami Open presented by Itaú, Miami              | PREMIER*                                            | 6 993 450 $                                         | Dur (ext.)                                          | Johanna Konta                                       | Caroline Wozniacki                                  | 6-4, 6-3                                            | Tableau                                             |
| 38       | 20-03-2018 | Miami Open presented by Itaú, Miami              | PREMIER*                                            | 7 773 210 $                                         | Dur (ext.)                                          | Sloane Stephens                                     | Jeļena Ostapenko                                    | 7-65, 6-1                                           | Tableau                                             |
| 39       | 19-03-2019 | Miami Open presented by Itaú, Miami              | PREMIER*                                            | 8 359 455 $                                         | Dur (ext.)                                          | Ashleigh Barty                                      | Karolína Plíšková                                   | 7-61, 6-3                                           | Tableau                                             |
| –        | 2020       | Miami Open presented by Itaú, Miami              | Tournoi annulé à cause de la pandémie à coronavirus | Tournoi annulé à cause de la pandémie à coronavirus | Tournoi annulé à cause de la pandémie à coronavirus | Tournoi annulé à cause de la pandémie à coronavirus | Tournoi annulé à cause de la pandémie à coronavirus | Tournoi annulé à cause de la pandémie à coronavirus | Tournoi annulé à cause de la pandémie à coronavirus |
| 40       | 23-03-2021 | Miami Open presented by Itaú, Miami              | WTA 1000                                            | 3 260 190 $                                         | Dur (ext.)                                          | Ashleigh Barty                                      | Bianca Andreescu                                    | 6-3, 4-0 ab.                                        | Tableau                                             |
| 41       | 22-03-2022 | Miami Open presented by Itaú, Miami              | WTA 1000                                            | 8 369 455 $                                         | Dur (ext.)                                          | Iga Świątek                                         | Naomi Osaka                                         | 6-4, 6-0                                            | Tableau                                             |
| 42       | 21-03-2023 | Miami Open presented by Itaú, Miami              | WTA 1000                                            | 8 800 000 $                                         | Dur (ext.)                                          | Petra Kvitová                                       | Elena Rybakina                                      | 7-614, 6-2                                          | Tableau                                             |
| 43       | 19-03-2024 | Miami Open presented by Itaú, Miami              | WTA 1000                                            | 8 770 480 $                                         | Dur (ext.)                                          | Danielle Collins                                    | Elena Rybakina                                      | 7-5, 6-3                                            | Tableau                                             |
| 44       | 18-03-2025 | Miami Open presented by Itaú, Miami              | WTA 1000                                            | 8 963 700 $                                         | Dur (ext.)                                          | Aryna Sabalenka                                     | Jessica Pegula                                      | 7-5, 6-2                                            | Tableau                                             |

### Double
| No       | Date       | Nom et lieu du tournoi                              | Catégorie                                           | Dotation                                            | Surface                                             | Vainqueures                                         | Finalistes                                          | Score                                               |                                                     |
| -------- | ---------- | --------------------------------------------------- | --------------------------------------------------- | --------------------------------------------------- | --------------------------------------------------- | --------------------------------------------------- | --------------------------------------------------- | --------------------------------------------------- | --------------------------------------------------- |
| 1        | 02-03-1965 | The Good Neighbor Championships Miami Beach         |                                                     | NC                                                  | Terre (ext.)                                        | Margaret Smith Lesley Turner                        | Tory Ann Fretz Farel Footman                        | 6-2, 8-6                                            | Tableau                                             |
| Ère Open |            |                                                     |                                                     |                                                     |                                                     |                                                     |                                                     |                                                     |                                                     |
| 2        | 05-02-1973 | Barnett Bank Classic Miami Beach                    |                                                     | 30 000 $                                            | Terre (ext.)                                        | Françoise Dürr Betty Stöve                          | Rosie Casals Billie Jean King                       | 4-6, 6-2, 6-3                                       | Tableau                                             |
|          | 1974-1983  | Pas de tournoi                                      | Pas de tournoi                                      | Pas de tournoi                                      | Pas de tournoi                                      | Pas de tournoi                                      | Pas de tournoi                                      | Pas de tournoi                                      | Pas de tournoi                                      |
| 3        | 02-04-1984 | USTA of Miami Miami                                 | VS Tour C1                                          | 50 000 $                                            | Terre (ext.)                                        | Pat Medrado Yvonne Vermaak                          | Betsy Nagelsen Janet Newberry                       | 6-3, 6-3                                            | Tableau                                             |
| 4        | 05-02-1985 | Lipton International Championships Delray Beach     |                                                     | 750 000 $                                           | Dur (ext.)                                          | Gigi Fernández Martina Navrátilová                  | Kathy Jordan Hana Mandlíková                        | 7-6, 6-2                                            | Tableau                                             |
| 5        | 10-02-1986 | Lipton International Championships Boca Raton       |                                                     | 750 000 $                                           | Dur (ext.)                                          | Pam Shriver Helena Suková                           | Chris Evert Wendy Turnbull                          | 6-2, 6-3                                            | Tableau                                             |
| 6        | 23-02-1987 | Lipton International Championships Miami            |                                                     | 750 000 $                                           | Dur (ext.)                                          | Martina Navrátilová Pam Shriver                     | Claudia Kohde-Kilsch Helena Suková                  | 6-3, 7-6                                            | Tableau                                             |
| 7        | 14-03-1988 | Lipton International Championships Miami            | Tier I                                              | 750 000 $                                           | Dur (ext.)                                          | Steffi Graf Gabriela Sabatini                       | Gigi Fernández Zina Garrison                        | 7-6, 6-3                                            | Tableau                                             |
| 8        | 20-03-1989 | Lipton International Championships Miami            | Tier I                                              | 750 000 $                                           | Dur (ext.)                                          | Jana Novotná Helena Suková                          | Gigi Fernández Lori McNeil                          | 7-6, 6-4                                            | Tableau                                             |
| 9        | 16-03-1990 | Lipton International Championships Miami            | Tier I                                              | 750 000 $                                           | Dur (ext.)                                          | Jana Novotná Helena Suková                          | Betsy Nagelsen Robin White                          | 6-4, 6-3                                            | Tableau                                             |
| 10       | 15-03-1991 | Lipton International Championships Miami            | Tier I                                              | 750 000 $                                           | Dur (ext.)                                          | Mary Joe Fernández Zina Garrison                    | Gigi Fernández Jana Novotná                         | 7-5, 6-2                                            | Tableau                                             |
| 11       | 13-03-1992 | Lipton International Championships Miami            | Tier I                                              | 800 000 $                                           | Dur (ext.)                                          | Arantxa Sánchez Larisa Neiland                      | Jill Hetherington Kathy Rinaldi                     | 7-5, 5-7, 6-3                                       | Tableau                                             |
| 12       | 12-03-1993 | The Lipton Championships Miami                      | Tier I                                              | 900 000 $                                           | Dur (ext.)                                          | Larisa Neiland Jana Novotná                         | Jill Hetherington Kathy Rinaldi                     | 6-2, 7-5                                            | Tableau                                             |
| 13       | 11-03-1994 | The Lipton Championships Miami                      | Tier I                                              | 1 000 000 $                                         | Dur (ext.)                                          | Gigi Fernández Natasha Zvereva                      | Patty Fendick Meredith McGrath                      | 6-3, 6-1                                            | Tableau                                             |
| 14       | 17-03-1995 | The Lipton Championships Miami                      | Tier I                                              | 1 550 000 $                                         | Dur (ext.)                                          | Jana Novotná Arantxa Sánchez                        | Gigi Fernández Natasha Zvereva                      | 7-5, 2-6, 6-3                                       | Tableau                                             |
| 15       | 21-03-1996 | The Lipton Championships Miami                      | Tier I                                              | 1 550 000 $                                         | Dur (ext.)                                          | Jana Novotná Arantxa Sánchez                        | Meredith McGrath Larisa Neiland                     | 6-4, 6-4                                            | Tableau                                             |
| 16       | 20-03-1997 | The Lipton Championships Miami                      | Tier I                                              | 1 750 000 $                                         | Dur (ext.)                                          | Arantxa Sánchez Natasha Zvereva                     | Sabine Appelmans Miriam Oremans                     | 6-2, 6-3                                            | Tableau                                             |
| 17       | 19-03-1998 | The Lipton Championships Miami                      | Tier I                                              | 1 900 000 $                                         | Dur (ext.)                                          | Martina Hingis Jana Novotná                         | Arantxa Sánchez Natasha Zvereva                     | 6-2, 3-6, 6-3                                       | Tableau                                             |
| 18       | 18-03-1999 | The Lipton Championships Miami                      | Tier I                                              | 1 950 000 $                                         | Dur (ext.)                                          | Martina Hingis Jana Novotná                         | Mary Joe Fernández Monica Seles                     | 0-6, 6-4, 7-6                                       | Tableau                                             |
| 19       | 20-03-2000 | Ericsson Open Miami                                 | Tier I                                              | 2 525 000 $                                         | Dur (ext.)                                          | Julie Halard Ai Sugiyama                            | Nicole Arendt Manon Bollegraf                       | 4-6, 7-5, 6-4                                       | Tableau                                             |
| 20       | 21-03-2001 | Ericsson Open Miami                                 | Tier I                                              | 2 720 000 $                                         | Dur (ext.)                                          | Arantxa Sánchez Nathalie Tauziat                    | Lisa Raymond Rennae Stubbs                          | 6-0, 6-4                                            | Tableau                                             |
| 21       | 18-03-2002 | NASDAQ-100 Open Miami                               | Tier I                                              | 2 860 000 $                                         | Dur (ext.)                                          | Lisa Raymond Rennae Stubbs                          | Virginia Ruano Pascual Paola Suárez                 | 7-64, 6-74, 6-3                                     | Tableau                                             |
| 22       | 19-03-2003 | NASDAQ-100 Open Miami                               | Tier I                                              | 2 960 000 $                                         | Dur (ext.)                                          | Liezel Huber Magdalena Maleeva                      | Shinobu Asagoe Nana Miyagi                          | 6-4, 3-6, 7-5                                       | Tableau                                             |
| 23       | 24-03-2004 | NASDAQ-100 Open Miami                               | Tier I                                              | 3 060 000 $                                         | Dur (ext.)                                          | Nadia Petrova Meghann Shaughnessy                   | Svetlana Kuznetsova Elena Likhovtseva               | 6-2, 6-3                                            | Tableau                                             |
| 24       | 23-03-2005 | NASDAQ-100 Open Miami                               | Tier I                                              | 3 115 000 $                                         | Dur (ext.)                                          | Svetlana Kuznetsova Alicia Molik                    | Lisa Raymond Rennae Stubbs                          | 7-5, 6-75, 6-2                                      | Tableau                                             |
| 25       | 20-03-2006 | NASDAQ-100 Open Miami                               | Tier I                                              | 3 450 000 $                                         | Dur (ext.)                                          | Lisa Raymond Samantha Stosur                        | Liezel Huber Martina Navrátilová                    | 6-4, 7-5                                            | Tableau                                             |
| 26       | 19-03-2007 | Sony Ericsson Open Miami                            | Tier I                                              | 3 450 000 $                                         | Dur (ext.)                                          | Lisa Raymond Samantha Stosur                        | Cara Black Liezel Huber                             | 6-4, 3-6, [10-2]                                    | Tableau                                             |
| 27       | 24-03-2008 | Sony Ericsson Open Miami                            | Tier I                                              | 3 770 000 $                                         | Dur (ext.)                                          | Katarina Srebotnik Ai Sugiyama                      | Cara Black Liezel Huber                             | 7-5, 4-6, [10-3]                                    | Tableau                                             |
| 28       | 25-03-2009 | Sony Ericsson Open Miami                            | PREMIER*                                            | 4 500 000 $                                         | Dur (ext.)                                          | Svetlana Kuznetsova Amélie Mauresmo                 | Květa Peschke Lisa Raymond                          | 4-6, 6-3, [10-3]                                    | Tableau                                             |
| 29       | 23-03-2010 | Sony Ericsson Open Miami                            | PREMIER*                                            | 4 500 000 $                                         | Dur (ext.)                                          | Gisela Dulko Flavia Pennetta                        | Nadia Petrova Samantha Stosur                       | 6-3, 4-6, [10-7]                                    | Tableau                                             |
| 30       | 21-03-2011 | Sony Ericsson Open Miami                            | PREMIER*                                            | 4 500 000 $                                         | Dur (ext.)                                          | Daniela Hantuchová Agnieszka Radwańska              | Liezel Huber Nadia Petrova                          | 7-65, 2-6, [10-8]                                   | Tableau                                             |
| 31       | 20-03-2012 | Sony Ericsson Open Miami                            | PREMIER*                                            | 4 828 050 $                                         | Dur (ext.)                                          | Maria Kirilenko Nadia Petrova                       | Sara Errani Roberta Vinci                           | 7-60, 4-6, [10-4]                                   | Tableau                                             |
| 32       | 18-03-2013 | Sony Open Tennis Miami                              | PREMIER*                                            | 5 185 625 $                                         | Dur (ext.)                                          | Nadia Petrova Katarina Srebotnik                    | Lisa Raymond Laura Robson                           | 6-1, 7-62                                           | Tableau                                             |
| 33       | 17-03-2014 | Sony Open Tennis Miami                              | PREMIER*                                            | 5 427 105 $                                         | Dur (ext.)                                          | Martina Hingis Sabine Lisicki                       | Ekaterina Makarova Elena Vesnina                    | 4-6, 6-4, [10-5]                                    | Tableau                                             |
| 34       | 23-03-2015 | Miami Open presented by Itaú Miami                  | PREMIER*                                            | 5 219 780 $                                         | Dur (ext.)                                          | Martina Hingis Sania Mirza                          | Ekaterina Makarova Elena Vesnina                    | 7-5, 6-1                                            | Tableau                                             |
| 35       | 22-03-2016 | Miami Open presented by Itaú Miami                  | PREMIER*                                            | 6 134 605 $                                         | Dur (ext.)                                          | Bethanie Mattek-Sands Lucie Šafářová                | Tímea Babos Yaroslava Shvedova                      | 6-3, 6-4                                            | Tableau                                             |
| 36       | 21-03-2017 | Miami Open presented by Itaú Miami                  | PREMIER*                                            | 6 993 450 $                                         | Dur (ext.)                                          | Gabriela Dabrowski Xu Yifan                         | Sania Mirza Barbora Strýcová                        | 6-4, 6-3                                            | Tableau                                             |
| 37       | 20-03-2018 | Miami Open presented by Itaú Miami                  | PREMIER*                                            | 7 773 210 $                                         | Dur (ext.)                                          | Ashleigh Barty Coco Vandeweghe                      | Barbora Krejčíková Kateřina Siniaková               | 6-2, 6-1                                            | Tableau                                             |
| 38       | 19-03-2019 | Miami Open presented by Itaú Miami                  | PREMIER*                                            | 8 359 455 $                                         | Dur (ext.)                                          | Elise Mertens Aryna Sabalenka                       | Samantha Stosur Zhang Shuai                         | 7-65, 6-2                                           | Tableau                                             |
| –        | 2020       | Tournoi annulé à cause de la pandémie à coronavirus | Tournoi annulé à cause de la pandémie à coronavirus | Tournoi annulé à cause de la pandémie à coronavirus | Tournoi annulé à cause de la pandémie à coronavirus | Tournoi annulé à cause de la pandémie à coronavirus | Tournoi annulé à cause de la pandémie à coronavirus | Tournoi annulé à cause de la pandémie à coronavirus | Tournoi annulé à cause de la pandémie à coronavirus |
| 39       | 23-03-2021 | Miami Open presented by Itaú Miami                  | WTA 1000                                            | 3 260 190 $                                         | Dur (ext.)                                          | Shuko Aoyama Ena Shibahara                          | Hayley Carter Luisa Stefani                         | 6-2, 7-5                                            | Tableau                                             |
| 40       | 22-03-2022 | Miami Open presented by Itaú Miami                  | WTA 1000                                            | 8 369 455 $                                         | Dur (ext.)                                          | Laura Siegemund Vera Zvonareva                      | Veronika Kudermetova Elise Mertens                  | 7-63, 7-5                                           | Tableau                                             |
| 41       | 21-03-2023 | Miami Open presented by Itaú Miami                  | WTA 1000                                            | 8 800 000 $                                         | Dur (ext.)                                          | Coco Gauff Jessica Pegula                           | Leylah Fernandez Taylor Townsend                    | 7-66, 6-2                                           | Tableau                                             |
| 42       | 19-03-2024 | Miami Open presented by Itaú Miami                  | WTA 1000                                            | 8 770 480 $                                         | Dur (ext.)                                          | Sofia Kenin Bethanie Mattek-Sands                   | Gabriela Dabrowski Erin Routliffe                   | 4-6, 7-65, [11-9]                                   | Tableau                                             |
| 43       | 18-03-2025 | Miami Open presented by Itaú Miami                  | WTA 1000                                            | 8 963 700 $                                         | Dur (ext.)                                          | Mirra Andreeva Diana Shnaider                       | Cristina Bucșa Miyu Kato                            | 6-3, 65-7, [10-2]                                   | Tableau                                             |